# 教会法
教会法（canon law; ecclesiastical law）泛指整个基督教教會，包括天主教會、东正教会、東方正統教會以及新教的圣公会和喀爾文派等，在不同历史时期所制定和编纂的各种规则和章程，是关于教会本身的组织制度和教徒个人的品德、生活守则的一些宗教规则、章程和法规的总和。

## 字源
教会法，源自希腊文 （kanon），本义为工匠所用规尺，引申为规范、规矩。在教会史上，该词可指正典（即正式认可的《圣经》卷册），或从属某主教座堂的教士名单。该词亦可以用作指称基督徒应遵循的符合信仰的宗教、道德生活，故信徒也以此称呼宗教会议通过的有关法令，后来遂有“教会法”这一专门术语。

## 历史

### 从习惯到教令
公元1世纪，基督徒并未为整个教会制定和颁布统一的法规，各个社团都通过习惯、惯例、传统对宗教生活和纠纷进行调整。后来，基督徒开始在福音书和经文里提取规则、规范。一些社团制作了为基督徒生活的方方面面提供指引的“手册”。最早一本是约在公元100年到150年大概由一个叙利亚社团写成的《主的训导》（Didaché）。这本书以希腊文写成，汇总了教会礼仪和纪律等各方面的规章，还可能包含了十二门徒的教导，以及聖體聖事、敬拜等仪式的问题。在公元3世纪初（约公元218年），据说是由希坡律陀编写了另一部希腊文著作。这本书详细地记录了罗马基督教社团的仪式与实践活动，包括主教、司铎（神父）、执事的任职仪式，洗礼的执行。紧随其后，在叙利亚的基督徒社团中又出现了名为《宗徒训诲录》（Didascalia apostolorum）的著作。其作者不详，以古叙利亚语写成。这两部作品在4世纪末成为《使徒律令》的重要组成部分。后者是在叙利亚编成的当时最完备的教会典章制度文献。
基督教社团进行律法结构化、定制化的契机始于教牧书信（Pastoral Epistles），即《提摩太前书》和《提多书》。这些书信借使徒保罗之名完成，成为早期基督教社团建立规则的媒介。《提多书》的开头描述到保罗起初将提多留在克里特，是为了“要将那没有办完的事都办整齐了”。按照保罗的要求，提多在每个城市委任长老和主教来管理社团。 这样的人被称作“episkopos”，即守护者与监督者的意思。 《提多书》中列举了作为episkopos的条件，包括谦逊、仁慈、节制、温和、谨慎、宽容。
《提摩太前书》中可以获得更多早期基督教社团管理的细节。经文中出现了关于指控神职人员的规范程序的规则：当有两个以上证人时，对长老的控告才可成立。 并且出现了采用公众谴责的方式来惩罚罪人。《新约》的使徒书信是早期教会法规的主要渊源，但它并不适合彻底地作为基督教社团的指导，因为基督教社团已经开始逐步走向复杂，完整的组织结构也开始慢慢形成。而希腊-罗马式的公共集会为早期基督教社团提供了程序上和制度上的模型。教会的集会提供了发展神学学说和制定训诫的平台,并以此收集社团的意见，建立当地社团的规范。这样的一些集会成为了教会管理的组成部分和基督徒解决问题的重要方式。制定教会规范的教会集会几乎同时在东方和西方出现。
据德尔图良的记载，公元3世纪初，以“所有基督徒之名” 召开了决定基督教诸多问题的会议。这次会议的性质存在争议，但可以肯定的是会议对基督教的问题作出了决议，并发布了一些规范。到世纪的下半叶，这样的会议变得愈发平常。到公元4世纪，主教们已经将自己确立为地方教会的管理者。他们也被认可在宗教会议中处理邻近教会问题的角色，并且意识到当面临触及普世教会利益的问题时所承担的责任。无论是东方还是西方，宗教会议都成为了发布有关宗教生活、教会组织的规范的主要媒介。正是在这一时期，被制订出来的规则开始被统称为“canons”。此时宗教会议立法主要关注的是教会的机构组织和神职人员的纪律。最早拥有一套立法性教令的会议于大约公元306年在艾尔维拉召开。当君士坦丁大帝在四世纪初登上罗马王座时，基督教会已开始产生公开发布，且在所有基督教社团具有权威性的教令。尽管它的效力有多广我们并不清楚，但它给主教们提供了审理基督徒之间案子可依据的法律。
第一次使得教会教令成为重要规范传统的重大会议于公元314年在东方召开。各个城市的主教在安条克教会的感召下齐聚安西拉的加拉太城。这次会议发布了处理新近教会问题的25条教规。这些教规主要涉及神职人员纪律，转让神职人员的财产，贞洁，与动物的性行为，通奸、谋杀以及巫术。这一些主教们考虑到都是当时与东部教会密切相关的亟待解读的问题，包括随后进行的多次会议，仍旧不是在尝试为整个基督教团体制定全面的规范。在公元315年至319年之间小亚细亚的新恺撒利亚召开另一个重要的会议。同加安西拉会议一样，会上颁布的教规只是不规则地涉及一些具体的主题，如神父在授职后不得结婚，重婚罪的赎罪，允许孕妇受洗，单个社团的执事不得超过七人。这两次会议从未被认为具有普遍效力，但会议颁布的教规却在东西部都被许多教规合集收录。公元314年，君士坦丁在阿尔勒城以西也召开了大型的宗教会议。出席会议的主教共有33位，还包括一些低级别的牧师，并且是西部首次没有世俗人员参与的宗教会议。这两次会议，可以说是宗教会议的里程碑。以此为标志，非世俗意志成为了唯一合法的教会法规来源。
325年，为解决由阿里乌斯派引发的以“三位一体说”为核心的教义之争，君士坦丁大帝决定召开全帝国范围的宗教会议。会议于六月在距离君士坦丁堡50英里的尼西亚城召开，被称为尼西亚公会议。共有318名主教参加，主要是东部教会的主教，教宗（即羅馬主教）并未出席，仅派了两位神父为代表。会议制定的二十条教令很快变成了基督教教会的通用规范。会议还起草并强制通过了一份关于基督教信仰的解说或者说是决议——《尼西亚信经》。这份阐述“三位一体论”的信经最终成为基督教信仰的基本教义。这些教令建立起与罗马帝国的世俗组织相平行的教会机构。任命主教的规则得以建立，并按帝国行省划分教区，赋予罗马、亚历山大利亚、安条克三个教区的大主教更大的权力，其它由于惯例而取得的主教特权也得以确定下来。大主教是各个行省的领袖，与该行省的主教每年举行两次宗教会议，以决定有关教会纪律的事务。这种会议后来成为了行省的最高宗教法庭。尼西亚公会议上还制定了其它一些规范：宦官不得成为神职人员；皈依者不得迅速提升等级；主教、司鐸（即神父）和执事不得与亲属以外的女性生活；神职人员不得放高利贷。
早期的宗教会议建立起教会管理的典范，一直持续到九世纪末。无论东方还是西方，地区的宗教会议都定期举行。会议解决教会的疑难和争议，发布管理行省事务的教令。在东方，除了众多的地方宗教会议外，截止787年第二次尼西亚公会议，还举行了多次普世性的宗教会议，这些主要的会议被称为七次大公会议。

### 教令集的涌现
到公元四世纪之前，《旧约聖经》、《新约聖经》、《使徒传统》，正典与伪经，习惯与宗教会议颁布的教规组成了教会法典主要渊源。经历这个世纪后，教父著作与罗马主教书信拥有了效力，成为新的教会法渊源。五世纪罗马教会（即天主教會）逐渐接受东部的宗教会议教规。希腊宗教会议的教规有了拉丁译本，迅速地传播开并逐渐具有了权威性。由教宗哲拉修一世(492-496)开始，罗马教廷的立法活动趋向活跃，教宗訓令与罗马帝国东部宗教会议的法令被混编在一起，教令的重要性也越发凸显出来。希腊修士狄奧尼修斯·伊希格斯应教宗邀请于496年来到罗马，重新整理翻译了东方教会的教规，编成，《狄奥尼修斯会议法令集》（Collectio-versio Dionysiana canonum conciliorum）,又编成384到498年间的教宗訓令集，即《狄奥尼修斯教令集》（Collectio decretalium Dionysiana）,合成《狄奥尼修斯汇编》（Collectio Dionysiana）。狄奥尼修斯的这些著作使东方教会的教规和教宗訓令成为了西方拉丁禮教会法的基础。
罗马帝国分裂后，教会在各个王国内分散地、独立地发展。各国都产生了自己的教会法规汇编。
意大利《特萨龙尼安集》（Collectio Thessaloniensis 约531年）、《阿维拉那集》（Collectio Avellana 约555年）以及《穆提南集》（Collectio Mutineusia 约601年）
西班牙《西班牙教规集》（Hispana/Collectio Hispana chronlogica/Collectio Isdioriana）
高卢《古代教会法令》（Statuta ecclesiae antique 约485年）、《奎斯奈尔集》以及《昂得加文汇编》（Collectio Andegavetis）——后者是高卢地区第一部系统的教会法汇编
到八世纪中叶，在加洛林王朝的改革运动中，教会法出现了某些统一化的迹象。查理大帝和他的儿子“虔诚者”路易所制定的《简明法条》由修道院院长安塞吉斯收集和整理。774年查理大帝从教宗德里安一世接受了增补教宗訓令的《狄奥尼修斯汇编》（Collectio Dionysiana）。802年这部《狄奥尼修斯—阿德里安汇编》（Dionysiana —Hadriana）被法兰克教会作为《阿德里安法典》（Codex Hadrianaus）认可和颁布。
850年前后是各种假托教令的出现和风行的时期。其中最著名的是9世纪中叶编订于法国的《伪艾西多尔教令集》，内容庞杂，通过诉诸古老的教宗訓令和宗教会议法令，上诉罗马教廷来抑制大主教和贵族对主教区事务的干涉。这也强化了教宗和主教的权力。《伪艾西多尔教令集》在教会法历史上占有特殊地位，是系统地以教会法两大权威——教宗的宗主教地位和文献的古旧——来达成政治目标的典范。 同时，重要案件上诉罗马教廷被主张成为通例，倡导司法程序的规范化。所有这些都对当时和后来的教会法文献产生了相当大的影响。
教宗額我略七世在位时期（1073-1085）的改革思想和教会法典籍为教会法古典时代的创新和系统化作了铺垫。这次改革以“教会自由”和“教会纯洁”的口号为号召，力倡教宗独立并高于世俗王权。在教会法领域，主张只有教宗制定或认可的教会法才是有效的；教宗的代表高于地方权力体系之上，并主持地方宗教会议；教职的取得，必须由教会当局加以任命，其他任何任命均属无效；信徒应抵制已婚神父的服务。重视教会法是改革修士的显著倾向，搜寻和整理教会法典籍、出示具有权威性的法令经常成为说服改革反对派的办法。从11世纪到12世纪中叶，新的教会法汇编大量出现，最终导致教会法成为有效使用经院哲学思辨方法，与复兴的罗马法并列的独立于世俗国家的法律体系。

### 古典时代与《教会法大全》
1140年－1350年被教会法史学家称为教会法的古典时期，这一时期出现了教会法历史上最伟大的教会法学家格拉提安（约1090～1159）。他在收集整理从前和当时的各种教会法汇编的基础上，出版了划时代的著作：《歧异教规之整合》（Concordia discordantium canonum）即《教会法汇要》。格兰西从上文所述教会法汇编中收录大量教父文献，并引用丰富的《圣经》文句。该书所涉及到所有重要法律事项都考订精审，为后世的教会法学者对教会法典系统化提供了一个基础和范例。
伴随教宗地位的提高，教宗訓令成为教会法最具活力的部分。针对宗教活动各个领域的问题，教廷发布了大量教令，引发了一系列新的编纂。1187年到1226年间出现了《教令集五编》（Quinque complilationes antiquae），收录了《教会法汇要》之外的教令。但这五部教令集不仅在内容上有重复，还存在相互冲突的法令。教宗額我略九世（1227-1241年在位）聘请西班牙多米尼克修士、伯伦尼亚大学法学教授佩纳福特的雷蒙德（Raymundus de Penafort）编纂供各地教会统一使用的更加整齐和便于使用的教令集。雷蒙德参照《教会法第一编》的结构，分为教会法渊源和教会等级（iudex），教会法法庭和程序（iudicium），教士和教会财产（clerus），婚姻（connubia），罪与罚（crimen）五卷（liber）。每卷下分标题（titulus）,标题下为各条教规（capitulum）。这就是《額我略九世教令集》（Decretales Gregorii IX）。在格利高里1234年正式颁布该教令集后，它在理论上是天主教会权威的、普世的、唯一的和排他的法律汇编，因此其他的律法书都随之被宣布无效。（事实上格兰西的《教会法汇要》仍然继续在大学和法庭上使用。） 随后，教宗卜尼法斯八世（1295-1303年在位）將額我略九世以后的教令编成一部新的教令集，作为对五卷《格利高里九世教令集》的补充，故称为《第六书》（Liber sextus）。教宗若望二十二世（1316-1334年在位）修订教宗克莱孟五世（1305-1314年在位）所编成的教令集，并于1317年颁布，命名为《克莱孟教令集》（Constitutiones Clementae），这本教令集不具备排他性，《第六书》之后发布的教令集即使没有被收录也仍然有效。 为了整理有法律效力但没有被编辑成册的教令，法国教会法学家沙皮伊（Chappuis）编纂了《编外卷》（Extravagantes），收录了若望二十二世的26条教令；又收录了70条从教宗乌尔巴诺四世（1262-1264年在位）到西斯克特四世（1471-1484年在位）诸位教宗的常用教令，编成《普通编外卷》（Extravagantes communes）。《教会法汇要》、《額我略九世教令集》、《第六书》、《克莱孟教令集》、《编外卷》，是中世纪教会法典五大经典，1500年首次被集合中一起作为合集印刷出版。
步入中世纪后期，教令的作用逐渐走向衰落。随之宗教改革运动的蓬勃发展，“谁的宗主，谁的宗教”（cujus region,ejus religio）的原则逐渐盛行起来。
罗马教廷面对这样的形势，为改革教会管理方式，强化教会权威，谴责宗教改革运动，于1545-1563年召开了特兰托会议。1564年11月13日，教宗庇护四世公布了根据特兰托公会议制定的《特兰托会议信纲》（Tridentine Profession of Faith）。该信纲包括一系列为整肃教会纪律和道德制定的教规，肯定了中世纪天主教会的信条和仪式全部正确无误，教宗是最高权威。会议后，1566年教宗庇护五世组织了一个由学者和枢机团成员构成的教会法文献修订委员会，亦“罗马修订者”（correctores Romani），对上述五大教会法经典进行勘正；1582年教宗額我略十三世批准了他们的校订成果，并以此为基础出版了包含这五部汇编的一套全集，确定为教廷认可的版本。額我略称之为《教会法大全》，这意味着教会法典法典化已经过程开始了。
此后的相当长时间里，除教宗本笃十四世（1740～1758年在位）做过某些努力外，并没有多少值得注意到官方或个人的教会法汇编和编纂。

### 《天主教法典》1917与1983
面临19世纪的工业化所带来的一系列问题，中世纪留下来的《教会法大全》以及过去几个世纪的天主教会立法已经不能满足教会的需要。旧的天主教会法体系庞杂，逐渐远离了现实的宗教生活。天主教会开始尝试对教会法进行改革。
1904年3月19日，教宗庇护十世声言要完成对教会法典编纂，随即任命了以加斯帕里为首的16名枢机主教组成了以个委员会。教宗本人自任主席。
1917年，教宗本笃十五世正式颁布了《天主教法典》。该法典共有2414条教规，分五卷（Libri）：总则、人法、物法、诉讼法、罪与罚。卷下为编（partes），编下为题（tituli），题下为条（capita），条下为项（articuli）。这是基督教历史上的第一部法典。这部法典不仅适用于天主教会，对于东方教会的法律发展也产生了颇大的影响。
1917年《天主教法典》在很大程度上消除了教会法典混乱状态，教会法庭和教会法教学很快依据法典的规范进行了改革。面对20世纪急剧变化的社会经济政治形势，天主教会不得不制定大量新的规章和法令，形成法典外法令膨胀的局面。1959年教宗若望二十三世宣布对1917《天主教法典》加以全面修订。梵蒂冈第二次大公会议后，修订法典的委员会于1963年3月28日组成。在教宗保祿六世（1963-1978）的敦促下，委员会经历几度修改，于1982年结束修订工作，新法典的文本呈送教宗若望保祿二世。次年1月25日，教宗正式颁布了这部基督教历史上的第二部《天主教法典》，并于11月27日生效。新法典分七卷，“总则”、“天主子民”、“教会训导职”、“教会圣化职”、“教会财产”、“教会刑法”、“诉讼法”，共1752条教规。该法典适应于“整个拉丁禮教会”，对東儀天主教會不适应，后者继承亚历山大、安条克、亚美尼亚、迦勒底和君士坦丁堡的宗教传统，具有特殊的自治地位，同时又承认教宗领导地位。

## 主要法规文本
- Corpus canonum（《教规集成》）
- Collectio Concilii Carthaginensis XVII（《教规汇编》）
- Collectio Dionysiana（《狄奥尼修斯汇编》）
- Decretum Gratiani（《教会法汇要》）
- Corpus iuris canonici（《教会法大全》）
- Codex Iuris Canonici《教会法典》

## 延伸閱讀
- Baker, J.H. (2002) An Introduction to English Legal History, 4th ed. London : Butterworths, ISBN 0-406-93053-8
- Brundage, James A., The Medieval Origins of the Legal Profession: Canonists, Civilians, and Courts, Chicago : University of Chicago Press, c2008.
- Brundage, James A., Medieval Canon Law, London ; New York : Longman, 1995.
- The Episcopal Church (2006) Constitution and Canons, together with the Rules of Order for the Government of the Protestant Episcopal Church in the United States of America, otherwise known as The Episcopal Church, New York : Church Publishing, Inc.
- Hartmann, Wilfried and Kenneth Pennington eds. (2008) The History of Medieval Canon Law in the Classical Period, 1140-1234: From Gratian to the Decretals of Pope Gregory IX, Washington, D.C.: The Catholic University of America Press.
- Hartmann, Wilfried and Kenneth Penningon eds. (2011) The History of Byzantine and Eastern Canon Law to 1500, Washington, D.C.: The Catholic University of America Press.
- R. C. Mortimer, Western Canon Law, London: A. and C. Black, 1953.
- Robinson, O.F.,Fergus, T.D. and Gordon, W.M. (2000) European Legal History, 3rd ed., London : Butterworths, ISBN 0-406-91360-9
- Nedungatt, George (编). . Rome: Oriental Institute Press. 2002.

## 外部連結

### 天主教
- Codex Iuris Canonici (1983) （页面存档备份，存于）, original text in Latin (the only official text)
- Code of Canon Law (1983) but with the 1998 modification of canons 750 and 1371, English translation by the Canon Law Society of America （页面存档备份，存于）, on the Vatican website
- Code of Canon Law (1983) （页面存档备份，存于）, English translation by the Canon Law Society of Great Britain and Ireland, assisted by the Canon Law Society of Australia and New Zealand and the Canadian Canon Law Society
- Codex canonum ecclesiarum orientalium (1990) （页面存档备份，存于）, original text in Latin
- "Code of canons of Oriental Churchs" (1990) （页面存档备份，存于）, defective English translation
- Codex Iuris Canonici (1917) （页面存档备份，存于）, original text in Latin
- Catholic Encyclopedia: Canon Law （页面存档备份，存于）: outdated, but useful
- Salvific Law （页面存档备份，存于）
- 1983 Code of Canon Law - Notes, Commentary, Articles, Bibliography （页面存档备份，存于）

### 英國國教
- "Canons of the Church of England"
- "Ecclesiastical Law Society" （页面存档备份，存于）

### 教會法律協會
- Canadian Canon Law Society （页面存档备份，存于）
- Canon Law India
- Canon Law Society of America （页面存档备份，存于）
- Canon Law Society of Australia and New Zealand （页面存档备份，存于）
- Canon Law Society of Great Britain & Ireland （页面存档备份，存于）
- Canon Law Society of the Philippines （页面存档备份，存于）
- Midwest Canon Law Society (the United States) （页面存档备份，存于）
- Sociedade Brasileira de Canonistas